# Fred-René Buljo
Fred-René Buljo (né le 6 février 1988 à Kautokeino), plus connu sous son nom d'artiste Fred Buljo, est un musicien, rappeur, joik et producteur sami originaire de Kautokeino dans le comté de Finnmark. Il est membre du groupe de rap norvégien sami Duolva Duottar qui a percé dans le nord de la Norvège en 2007 et qui est devenu connu au niveau national l'année suivante lorsqu'il a participé et est parvenu à la finale de l'émission Norske Talenter sur la chaîne de télévision TV2.
Depuis lors, il a effectué des Tournées dans les pays nordiques et en Russie, et a travaillé à la fois comme auteur-compositeur et artiste. En 2019, il a participé au Melodi Grand Prix au sein du groupe KEiiNO et a remporté le prix avec la chanson Spirit in the Sky avec Alexandra Rotan et Tom Hugo. Il participera au Concours Eurovision de la chanson 2019 et finira 6e.
Fred Buljo a également servi en tant que représentant du parlement sami pour le parti politique Arja, d'abord en tant que député entre 2013 et 2016, et en tant que leader parlementaire entre 2016 et 2017. Il a joué un rôle central dans l'élaboration de nouveaux programmes nationaux sur la musique au sein de l'école primaire norvégienne pour le compte de la direction de l'éducation.